# Paolo Schiavon
Paolo Schiavon (ur. 1 września 1939 w Terranegra di Padova) – włoski duchowny rzymskokatolicki, biskup pomocniczy Rzymu w latach 2002–2015.

## Życiorys
Święcenia kapłańskie przyjął 5 lipca 1964. Inkardynowany do diecezji padewskiej, przez dziesięć lat pracował jako wikariusz w parafiach tejże diecezji. W 1974 wyjechał do Rzymu i rozpoczął pracę w parafii św. Grzegorza Barbarigo, a w 1982 został jej proboszczem. W 1990 wikariusz generalny Rzymu powierzył mu odpowiedzialność za Prefekturę XXV.
18 lipca 2002 został mianowany biskupem pomocniczym Rzymu ze stolicą tytularną Trebia. Sakrę biskupią otrzymał 21 września 2002. 6 marca 2015 przeszedł na emeryturę.